# Melocactus andinus
Melocactus andinus är en kaktusväxtart som beskrevs av R. Gruber och Nigel Paul Taylor. Melocactus andinus ingår i släktet Melocactus och familjen kaktusväxter.

## Underarter
Arten delas in i följande underarter:
- M. a. andinus
- M. a. hernandezii

## Bildgalleri

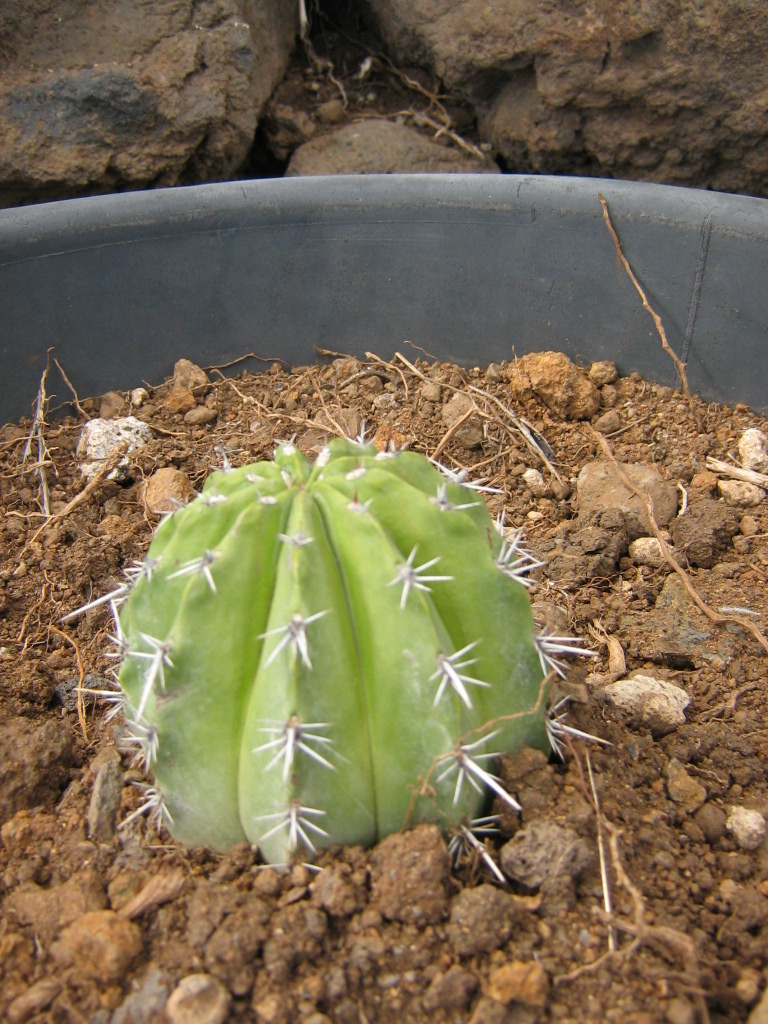